# Тарра Вайт
Та́рра Вайт (англ. Tarra White; нар. 19 листопада 1987, Острава, Чехословаччина) — чеська порноакторка.

## Біографія
У 5 років хотіла бути стриптизеркою, а в 13 — порноакторкою і використовувала високі підбори матері, розігруючи різні сцени. Мати, дізнавшись про це, була дуже незадоволена планами доньки. Перший сексуальний досвід отримала у 16 років.

## Порноіндустрія
Ще навчаючись у середній школі, на свій 18-й день народження вона отримала від друзів номер телефона відомого чеського порноактора Роберта Розенберга, який того ж дня зв’язався з нею. Через два дні вона брала участь у сексуальній сцені з Розенбергом у Карловому університеті в Празі. 
З травня 2008 року Тарра Вайт була однією з ведучих «Red News» (програма, де диктор роздягається під час читання новин, аналог Naked News). Зйомки велися чеським каналом TV Nova.
Тарра Вайт має персональний контракт з Private Media Group. 
У грудні 2013 Тара Вайт опублікувала свою автобіографічну книгу під назвою «Порно і я».  
Взяла участь у понад 250 фільмах та зрежисувала два десятки фільмів.
Знялася в епізодичній ролі в художньому фільмі 2023 «Її тіло».

## Особисте життя
Чоловік — Джорджо, знімає порнофільми. Має двох дочок (2014 і 2019 р.н.) та сина (2021).

## Нагороди
- 2006 Golden Star (Prague Erotica Show) — Найкраща старлетка[6]
- 2007 Golden Star — Найкраща порноакторка Чеської Республіки[6]
- 2008 FICEB Ninfa Award — Найкраща акторка другого плану — Wild Waves[10]
- 2009 Hot d'Or — Найкраща європейська виконавиця[11]
- 2009 Hot d'Or — Найкраща європейська акторка — Billionaire[11]
- 2009 Eroticline Awards — Найкраща європейська акторка
- 2010 Erotixxx Award — Найкраща міжнародна акторка
- 2010 AVN Award номінація — Найкраща сцена із закордонними акторами — Тарра Уайт та Начо Відал — Tarra White: Pornochic 17z[12]
- 2010 AVN Award номінація — Іноземна акторка року[12]
- 2011 XBIZ Awards номінація — Іноземна акторка року[13]
- 2014 AVN Award — Найкраща сцена з іноземними акторами (The Ingenuous) з Олексою Даймонд, Анною Поліною, Аніссою Кейт, Енджел Піаф, Рітою Піч та Майком Анджело